# Campeonato Mundial de Snowboard de 2021 - Snowboard cross feminino
A prova do Snowboard cross feminino do Campeonato Mundial de Snowboard de 2021 ocorreu nos dias 9 de fevereiro e 11 de fevereiro em Idre na Suécia. 

## Medalhistas
| Ouro                   | Prata                | Bronze            |
| Charlotte Bankes (GBR) | Michela Moioli (ITA) | Eva Samková (CZE) |

## Resultados

### Qualificação
Um total de 28 snowboarders participaram da competição.  A prova ocorreu no dia 9 de fevereiro com início  às 11:45.  As 16 melhores avançaram para a fase final.
| Colocação | Bib | Nome                            | Nacionalidade            | Descida 1 | Colocação | Descida 2 | Colocação | Melhor  | Notas |
| --------- | --- | ------------------------------- | ------------------------ | --------- | --------- | --------- | --------- | ------- | ----- |
| 1         | 12  | Charlotte Bankes                | Reino Unido              | 1:21.93   | 1         |           |           | 1:21.93 | Q     |
| 2         | 3   | Faye Gulini                     | Estados Unidos           | 1:22.93   | 2         |           |           | 1:22.93 | Q     |
| 3         | 8   | Eva Samková                     | Chéquia                  | 1:23.21   | 3         |           |           | 1:23.21 | Q     |
| 4         | 18  | Meryeta O'Dine                  | Canadá                   | 1:23.42   | 4         |           |           | 1:23.42 | Q     |
| 5         | 6   | Michela Moioli                  | Itália                   | 1:23.55   | 5         |           |           | 1:23.55 | Q     |
| 6         | 14  | Lindsey Jacobellis              | Estados Unidos           | 1:24.00   | 6         |           |           | 1:24.00 | Q     |
| 7         | 2   | Belle Brockhoff                 | Austrália                | 1:24.09   | 7         |           |           | 1:24.09 | Q     |
| 8         | 9   | Raffaella Brutto                | Itália                   | 1:24.99   | 8         |           |           | 1:24.99 | Q     |
| 9         | 5   | Chloé Trespeuch                 | França                   | 1:25.81   | 11        | 1:24.59   | 1         | 1:24.59 | q     |
| 10        | 24  | Kristina Paul                   | Federação Russa de Esqui | 1:25.22   | 9         | 1:26.25   | 5         | 1:25.22 | q     |
| 11        | 15  | Stacy Gaskill                   | Estados Unidos           | 1:25.27   | 10        | 1:25.25   | 2         | 1:25.25 | q     |
| 12        | 13  | Lara Casanova                   | Suíça                    | 1:26.75   | 15        | 1:25.54   | 3         | 1:25.54 | q     |
| 13        | 23  | Alexia Queyrel                  | França                   | 1:25.88   | 12        | DNF       | DNF       | 1:25.88 | q     |
| 14        | 1   | Sofia Belingheri                | Itália                   | 1:28.08   | 20        | 1:26.13   | 4         | 1:26.13 | q     |
| 15        | 27  | Meghan Tierney                  | Estados Unidos           | 1:26.14   | 13        | 1:26.64   | 6         | 1:26.14 | q     |
| 16        | 22  | Jana Fischer                    | Alemanha                 | 1:26.23   | 14        | 1:27.60   | 9         | 1:26.23 | q     |
| 17        | 28  | Mariya Vasiltsova               | Federação Russa de Esqui | 1:26.83   | 16        | DNF       | DNF       | 1:26.83 |       |
| 18        | 7   | Julia Pereira de Sousa Mabileau | França                   | 1:29.05   | 22        | 1:27.10   | 7         | 1:27.10 |       |
| 19        | 21  | Aline Albrecht                  | Suíça                    | 1:27.55   | 17        | 1:28.14   | 12        | 1:27.55 |       |
| 20        | 17  | Sophie Hediger                  | Suíça                    | 1:45.73   | 24        | 1:27.59   | 8         | 1:27.59 |       |
| 21        | 10  | Zoe Bergermann                  | Canadá                   | 1:27.80   | 18        | 1:27.61   | 10        | 1:27.61 |       |
| 22        | 26  | Yulia Lapteva                   | Federação Russa de Esqui | 1:27.80   | 18        | 1:28.86   | 15        | 1:27.80 |       |
| 23        | 4   | Manon Petit-Lenoir              | França                   | 1:30.05   | 23        | 1:28.06   | 11        | 1:28.06 |       |
| 24        | 11  | Pia Zerkhold                    | Áustria                  | DNF       | DNF       | 1:28.63   | 13        | 1:28.63 |       |
| 25        | 25  | Aleksandra Parshina             | Federação Russa de Esqui | 1:28.64   | 21        | 1:28.71   | 14        | 1:28.64 |       |
| 99        | 16  | Francesca Gallina               | Itália                   | DNF       | DNF       | DNF       | DNF       | DNF     | DNF   |
| 99        | 19  | Yuka Nakamura                   | Japão                    | DNF       | DNF       | DNF       | DNF       | DNF     | DNF   |
| 99        | 20  | Vendula Hopjáková               | Chéquia                  | DNF       | DNF       | DNF       | DNF       | DNF     | DNF   |

### Fase eliminatória
Esses foram os resultados finais. 

#### Quartas de final
| Posição | Bib | Nome             | Nacionalidade | Notas |
| ------- | --- | ---------------- | ------------- | ----- |
| 1       | 1   | Charlotte Bankes | Reino Unido   | Q     |
| 2       | 9   | Chloé Trespeuch  | França        | Q     |
| 3       | 8   | Raffaella Brutto | Itália        |       |
| 4       | 16  | Jana Fischer     | Alemanha      |       |

| Posição | Bib | Nome               | Nacionalidade  | Notas |
| ------- | --- | ------------------ | -------------- | ----- |
| 1       | 3   | Eva Samková        | Chéquia        | Q     |
| 2       | 11  | Stacy Gaskill      | Estados Unidos | Q     |
| 3       | 6   | Lindsey Jacobellis | Estados Unidos |       |
|         | 14  | Sofia Belingheri   | Itália         | DNF   |

| Posição | Bib | Nome           | Nacionalidade | Notas |
| ------- | --- | -------------- | ------------- | ----- |
| 1       | 5   | Michela Moioli | Itália        | Q     |
| 2       | 12  | Lara Casanova  | Suíça         | Q     |
| 3       | 13  | Alexia Queyrel | França        |       |
| 4       | 4   | Meryeta O'Dine | Canadá        |       |

| Posição | Bib | Nome            | Nacionalidade            | Notas |
| ------- | --- | --------------- | ------------------------ | ----- |
| 1       | 7   | Belle Brockhoff | Austrália                | Q     |
| 2       | 10  | Kristina Paul   | Federação Russa de Esqui | Q     |
| 3       | 15  | Meghan Tierney  | Estados Unidos           |       |
| 4       | 2   | Faye Gulini     | Estados Unidos           |       |

#### Semifinal
| Posição | Bib | Nome             | Nacionalidade | Notas |
| ------- | --- | ---------------- | ------------- | ----- |
| 1       | 1   | Charlotte Bankes | Reino Unido   | Q     |
| 2       | 5   | Michela Moioli   | Itália        | Q     |
| 3       | 9   | Chloé Trespeuch  | França        |       |
| 4       | 12  | Lara Casanova    | Suíça         |       |

| Posição | Bib | Nome            | Nacionalidade            | Notas |
| ------- | --- | --------------- | ------------------------ | ----- |
| 1       | 3   | Eva Samková     | Chéquia                  | Q     |
| 2       | 7   | Belle Brockhoff | Austrália                | Q     |
| 3       | 11  | Stacy Gaskill   | Estados Unidos           |       |
| 4       | 10  | Kristina Paul   | Federação Russa de Esqui |       |

#### Final
Pequena final
| Posição | Bib | Nome            | Nacionalidade            | Notas |
| ------- | --- | --------------- | ------------------------ | ----- |
| 5       | 12  | Lara Casanova   | Suíça                    |       |
| 6       | 11  | Stacy Gaskill   | Estados Unidos           |       |
| 7       | 9   | Chloé Trespeuch | França                   |       |
| 8       | 10  | Kristina Paul   | Federação Russa de Esqui |       |

Grande final
| Posição           | Bib | Nome             | Nacionalidade | Notas |
| ----------------- | --- | ---------------- | ------------- | ----- |
| Medalha de ouro   | 1   | Charlotte Bankes | Reino Unido   |       |
| Medalha de prata  | 5   | Michela Moioli   | Itália        |       |
| Medalha de bronze | 3   | Eva Samková      | Chéquia       |       |
| 4                 | 7   | Belle Brockhoff  | Austrália     |       |

Legenda
| Recorde mundial       | Recorde mundial (World record)               |                       | Recorde africano                      | Recorde africano (African) |                                           | Q | Classificado por posição (Qualified) |
| Recorde do campeonato | Recorde do campeonato (Championship record)  | Recorde da América    | Recorde da América (Americas)         | q                          | Classificado por melhor tempo (Qualified) |   |                                      |
| Melhor marca do ano   | Melhor marca do ano (World leading)          | Recorde asiático      | Recorde asiático (Asian)              | DNS                        | Não largou (Did not start)                |   |                                      |
| Recorde nacional      | Recorde nacional (National record)           | Recorde europeu       | Recorde europeu (European)            | DNF                        | Não terminou (Did not finish)             |   |                                      |
| Recorde pessoal       | Recorde pessoal do atleta (Personal best)    | Recorde da Oceania    | Recorde da Oceania (Oceania)          | DSQ / DQ                   | Desclassificado (Disqualified)            |   |                                      |
| Recorde da temporada  | Recorde da temporada do atleta (Season best) | Recorde sul-americano | Recorde sul-americano (South America) | NM                         | Sem marca (No mark)                       |   |                                      |